# Turn Me On (大衛·庫塔歌曲)
《Turn me on》為唱片騎師大衛·庫塔於2011年12月13日所發行的電子舞曲，收录在他的第五张录音室专辑《Nothing but the Beat》中。这首歌由伊丝特尔·迪恩、大衛·庫塔和乔治·图伊福特创作，说唱部分由妮琪·米娜創作。截至2014年12月，該歌曲在美国的销量为260万张。